# Juan Carlos Higuero
Juan Carlos Higuero Mate (Aranda de Duero, 3 agosto 1978) è un ex mezzofondista spagnolo.

## Palmarès
| Anno | Manifestazione   | Sede       | Evento       | Risultato  | Prestazione | Note |
| ---- | ---------------- | ---------- | ------------ | ---------- | ----------- | ---- |
| 1997 | Europei juniores | Lubiana    | 5000 m piani | 6º         | 14'31"79    |      |
| 1999 | Europei under 23 | Göteborg   | 1500 m piani | Batteria   | 3'45"34     |      |
| 2000 | Europei indoor   | Gand       | 1500 m piani | 6º         | 3'44"07     |      |
| 2000 | Giochi olimpici  | Sydney     | 1500 m piani | 8º         | 3'38"91     |      |
| 2001 | Mondiali indoor  | Lisbona    | 1500 m piani | 9º         | 3'56"71     |      |
| 2002 | Europei indoor   | Vienna     | 1500 m piani | Argento    | 3'50"08     |      |
| 2002 | Europei          | Monaco     | 1500 m piani | 5º         | 3'45"81     |      |
| 2003 | Mondiali indoor  | Birmingham | 1500 m piani | 8º         | 3'44"81     |      |
| 2003 | Mondiali         | Parigi     | 1500 m piani | 11º        | 3'38"49     |      |
| 2004 | Mondiali indoor  | Budapest   | 1500 m piani | Batteria   | 3'42"25     |      |
| 2004 | Giochi olimpici  | Atene      | 1500 m piani | Batteria   | 3'42"13     |      |
| 2005 | Europei indoor   | Madrid     | 1500 m piani | Argento    | 3'37"98     |      |
| 2005 | Mondiali         | Helsinki   | 1500 m piani | 6º         | 3'40"34     |      |
| 2006 | Europei          | Göteborg   | 1500 m piani | Bronzo     | 3'39"62     |      |
| 2006 | Europei          | Göteborg   | 5000 m piani | Bronzo     | 13'46"48    |      |
| 2007 | Europei indoor   | Birmingham | 1500 m piani | Oro        | 3'44"41     |      |
| 2007 | Mondiali         | Osaka      | 1500 m piani | 13º        | 3'38"43     |      |
| 2008 | Mondiali indoor  | Valencia   | 1500 m piani | Bronzo     | 3'38"82     |      |
| 2008 | Giochi olimpici  | Pechino    | 1500 m piani | 5º         | 3'44"44     |      |
| 2009 | Mondiali         | Berlino    | 1500 m piani | Semifinale | 3'37"33     |      |
| 2011 | Europei indoor   | Parigi     | 1500 m piani | 6º         | 3'42"29     |      |
| 2011 | Mondiali         | Taegu      | 1500 m piani | Semifinale | 3'27"92     |      |
| 2013 | Europei indoor   | Göteborg   | 3000 m piani | Argento    | 7'50"26     |      |